# Голд-Кост
Голд-Кост (англ. Gold Coast) — город в юго-восточной части австралийского штата Квинсленд, центр одноимённого района местного самоуправления. Демоним Золотого Берега — Gold Coast. Является шестым по величине городом в Австралии, крупнейшим нестоличным городом Австралии и вторым по величине городом Квинсленда. Голд-Кост известен как один из крупнейших туристических центров Австралии (прежде всего, центр водного туризма).

## География

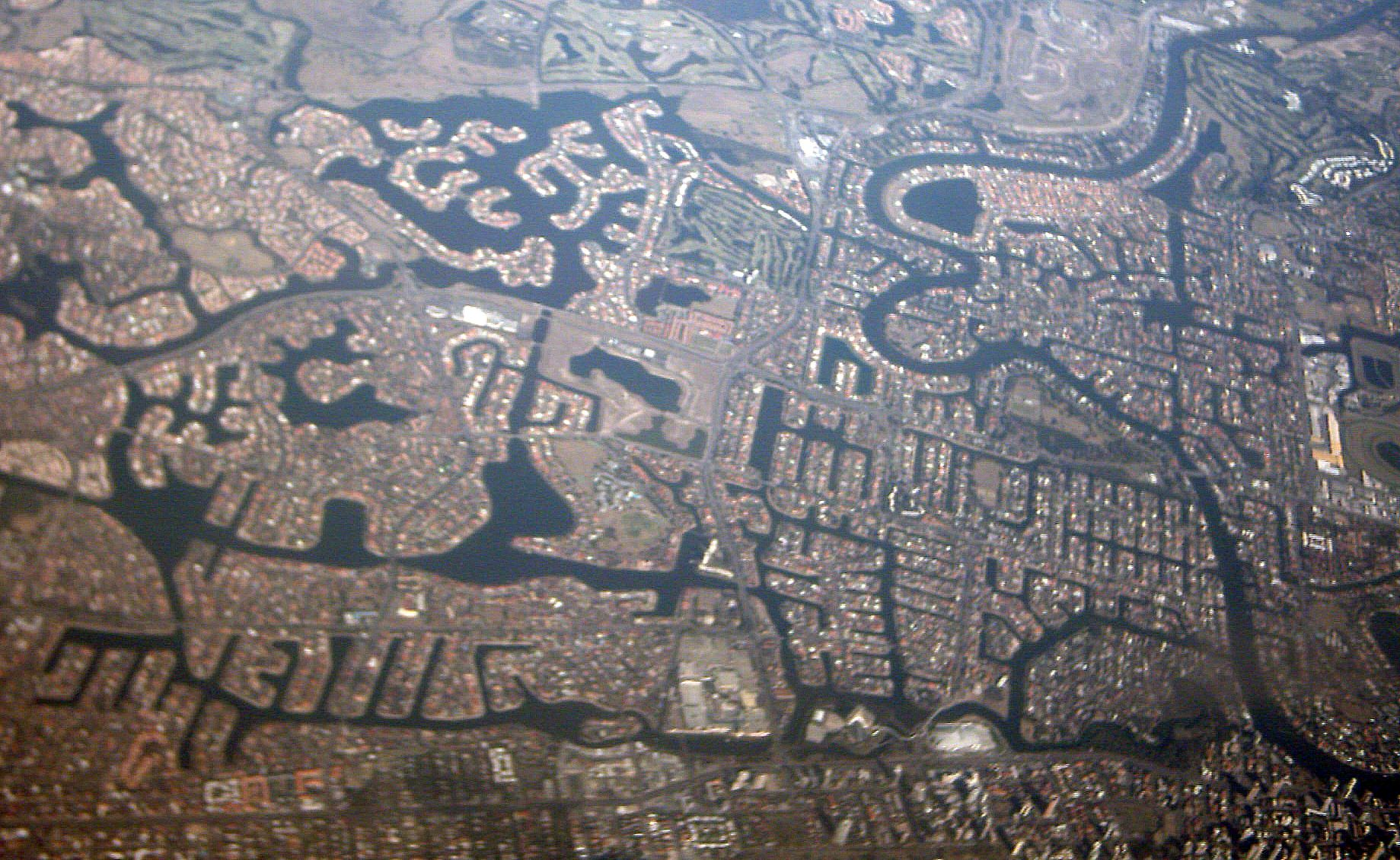
Вид на Голд-Кост с воздуха. Видно большое количество каналов.

Город Голд-Кост простирается на 60 км вдоль восточного побережья Австралии, омываемого Коралловым морем, от поселения Бинли до Кулангатта в штате Квинсленд недалеко от границы с Новым Южным Уэльсом. Поселения Туид-Хедс и Бодезерт также обычно рассматриваются в качестве составных частей региона Голд-Кост, хотя они и не входят в статистические границы города Голд-Кост.
Коммерческий центр города — пригороды Саутпорт и Серферс-Парадайс. В результате активного заселения региона города Голд-Кост, Бинли, Логан-Сити, Брисбен в настоящее время образуют конурбацию.
Главной рекой города является Неранг. В прошлом пространство между побережьем и внутренними районами Голд-Коста было занято заболоченной местностью, большая часть которой впоследствии подверглась осушению. Однако часть болот была превращена в искусственные водные пути (общая протяжённость — около 260 км) и небольшие островки.
В западной части Голд-Кост граничит с Большим Водораздельным хребтом. В непосредственной близости расположен Национальный парк Ламингтон, который является частью дождевых лесов восточного побережья, отнесённых к объектам всемирного наследия.

### Климат
| Показатель                                | Янв.  | Фев.  | Март  | Апр.  | Май   | Июнь  | Июль | Авг. | Сен. | Окт. | Нояб. | Дек.  | Год    |
| ----------------------------------------- | ----- | ----- | ----- | ----- | ----- | ----- | ---- | ---- | ---- | ---- | ----- | ----- | ------ |
| Абсолютный максимум, °C                   | 38,5  | 40,5  | 36,3  | 33,3  | 29,4  | 27,1  | 26,8 | 32,4 | 33,0 | 36,8 | 35,5  | 39,4  | 40,5   |
| Средний максимум, °C                      | 28,6  | 28,5  | 27,7  | 25,7  | 23,4  | 21,3  | 21,1 | 21,8 | 23,8 | 25,2 | 26,7  | 27,8  | 25,1   |
| Средняя температура, °C                   | 26,0  | 25,8  | 24,8  | 22,7  | 19,8  | 17,1  | 16,5 | 17,7 | 20,2 | 22,2 | 23,7  | 25,0  | 21,8   |
| Средний минимум, °C                       | 21,8  | 21,8  | 20,7  | 18,3  | 15,3  | 13,1  | 12,0 | 12,4 | 14,8 | 16,8 | 18,9  | 20,5  | 17,2   |
| Абсолютный минимум, °C                    | 17,2  | 17,2  | 13,4  | 8,9   | 6,6   | 3,8   | 2,5  | 4,2  | 8,3  | 9,5  | 8,2   | 14,7  | 2,5    |
| Норма осадков, мм                         | 131,0 | 177,0 | 109,7 | 129,0 | 116,0 | 117,4 | 50,8 | 57,1 | 43,4 | 96,0 | 123,7 | 142,6 | 1285,2 |
| Источник: Австралийское бюро метеорологии |       |       |       |       |       |       |      |      |      |      |       |       |        |

## История

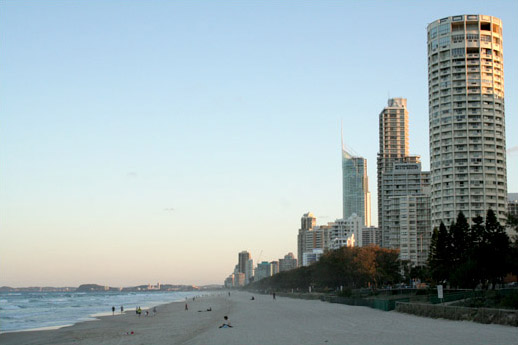
Пляж в Серферс-Парадайс.

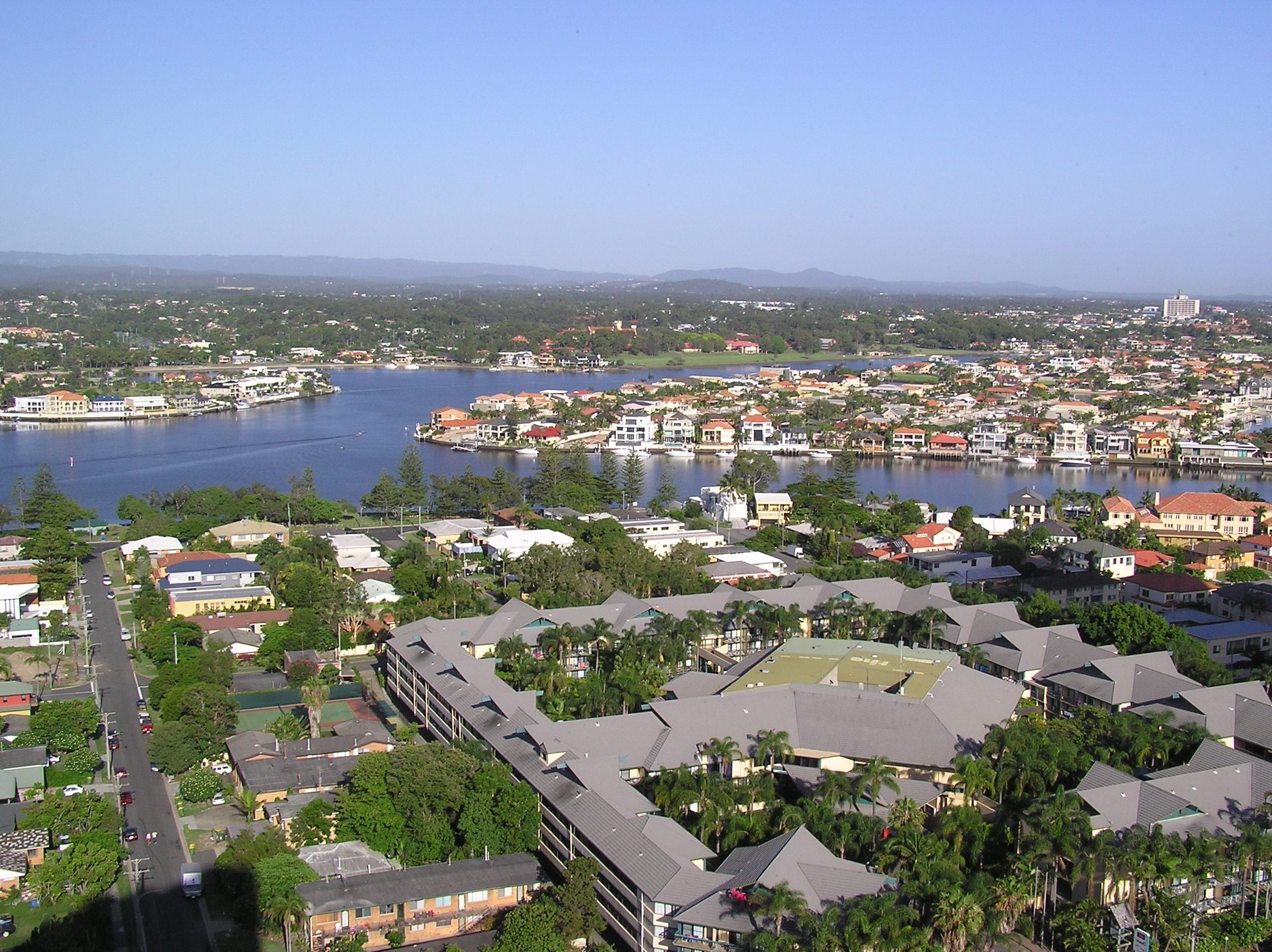
Дома на берегу многочисленных каналов в Голд-Косте.

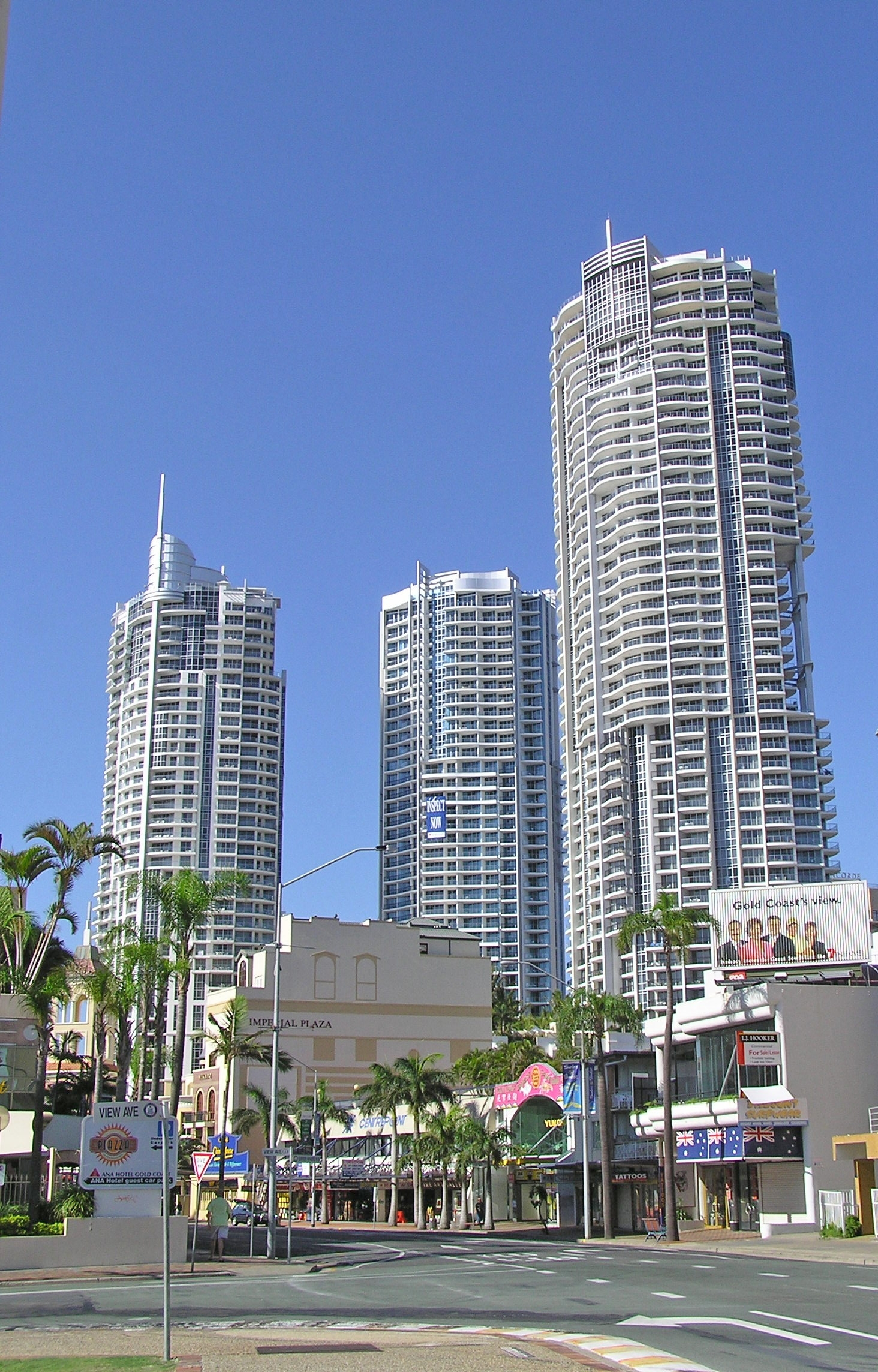
Высотные здания города.

Согласно археологическим данным, территория современного города Голд-Кост была заселена австралийскими аборигенами за 23 тысячи лет до появления здесь первых европейцев. К началу XIX века на этой территории проживали восемь племён, члены которых были представителями народа югамбе (англ. Yugambeh people). Основным занятием местных жителей была охота, а также рыболовство. Недалеко от современного пригорода Голд-Коста, Банделл (англ. Bundall), располагалось традиционное место сходов местных племён.
После появления первых европейцев, которые стали заниматься фермерством и вырубкой леса, племена югамбе были вынуждены покинуть свои традиционные места охоты, переселившись во внутренние районы материка, и к 1890 году оставшаяся часть представителей племени были выселена в резервации за пределами района Голд-Коста.
Первым европейцем, посетившим 16 мая 1770 года территорию современного Голд-Коста, считается английский путешественник Джеймс Кук. В 1802 году мимо территории современного Голд-Коста проплыл другой путешественник, Мэтью Флиндерс, однако местность оставалась не заселённой европейцами вплоть до 1823 года, когда на пляже Мермейд высадился исследователь Джон Оксли. Несмотря на то, что территория Голд-Коста появилась на колониальных картах сравнительно рано, она не вызывала особого интереса у европейских колонизаторов вплоть до 1840 года, когда регион был нанесён на карты топографами Нового Южного Уэльса.
Существовавшие на территории Голд-Коста леса из ценного австралийского красного кедра (Toona ciliata) сразу привлекли коммерсантов, занимавшихся производством древесины: в 1865 году было исследовано небольшое местечко Неранг, находившееся во внутренних районах современного города и ставшее впоследствии одним из центров деревообрабатывающей промышленности. На близлежащих долинах и равнинах европейцы стали разводить скот, выращивать сахарный тростник и хлопок. А в 1869 году поселение разрослось до устья реки Неранг, расположенного в южной части бухты Моретон.
В 1885 году губернатор Квинсленда Энтони Масгрейв построил на холме к северу от современного пригорода Голд-Коста, Саутпорта, дом для отдыха. С тех пор близлежащее побережье стало курортным местом для благополучных и влиятельных кругов Брисбена. В 1889 году к Саутпорту была подведена железная дорога, что дало толчок развитию местности.
Вплоть до первой четверти XX века постоянное население региона росло очень медленно. Но после открытия в 1925 году прибрежной дороги, соединявшей Брисбен с Саутпортом, а также отеля Серферс-Парадайс в 2 км от Саутпорта, начался по-настоящему туристический бум.
В 1930-х годах в связи с развитием автотранспорта поток туристов постоянно рос, и к 1935 году большая часть побережья между Саутпортом и границей с Новым Южным Уэльсом была застроена особняками и гостиницами. В 1933 году местность была переименована в Серферс-Парадайс. В 1936 году одноимённый отель сгорел, но уже в скором времени на его месте был отстроен ещё более грандиозный комплекс, в котором был даже собственный зоопарк.
После Второй мировой войны регион оставался очень популярным туристическим местом, и к концу 1940-х годов журналисты даже прозвали его «Gold Coast» (в переводе с английского языка «золотое побережье»). 23 октября 1958 года городской совет Саут-Кост (англ. South Coast Town Council) был официально переименован в Голд-Кост. Менее чем через год поселение было объявлено городом (англ. city).
К 1960 годам инфраструктура Голд-Коста была значительно расширена, появились первые высотные жилые дома и гостиницы. В 1981 году был открыт терминал аэропорта Голд-Кост, а 1980-е года в целом стали успешными с точки зрения иностранных инвестиций: японские бизнесмены вложили огромные средства в строительство небоскрёбов и тематических парков.
В 1994 году были пересмотрены границы города, а также сформирован новый орган местного самоуправления — Городской совет Голд-Коста (англ. City of Gold Coast Council). В настоящее время город остаётся крупным туристическим центром Австралии. Активно развивается высотное строительство, в том числе, в 2005 году в Голд-Косте был достроен небоскрёб Q1 Tower высотой 322,5 м, в 2007 году комплекс Circle on Cavill высотой 220 м.

## Местное самоуправление

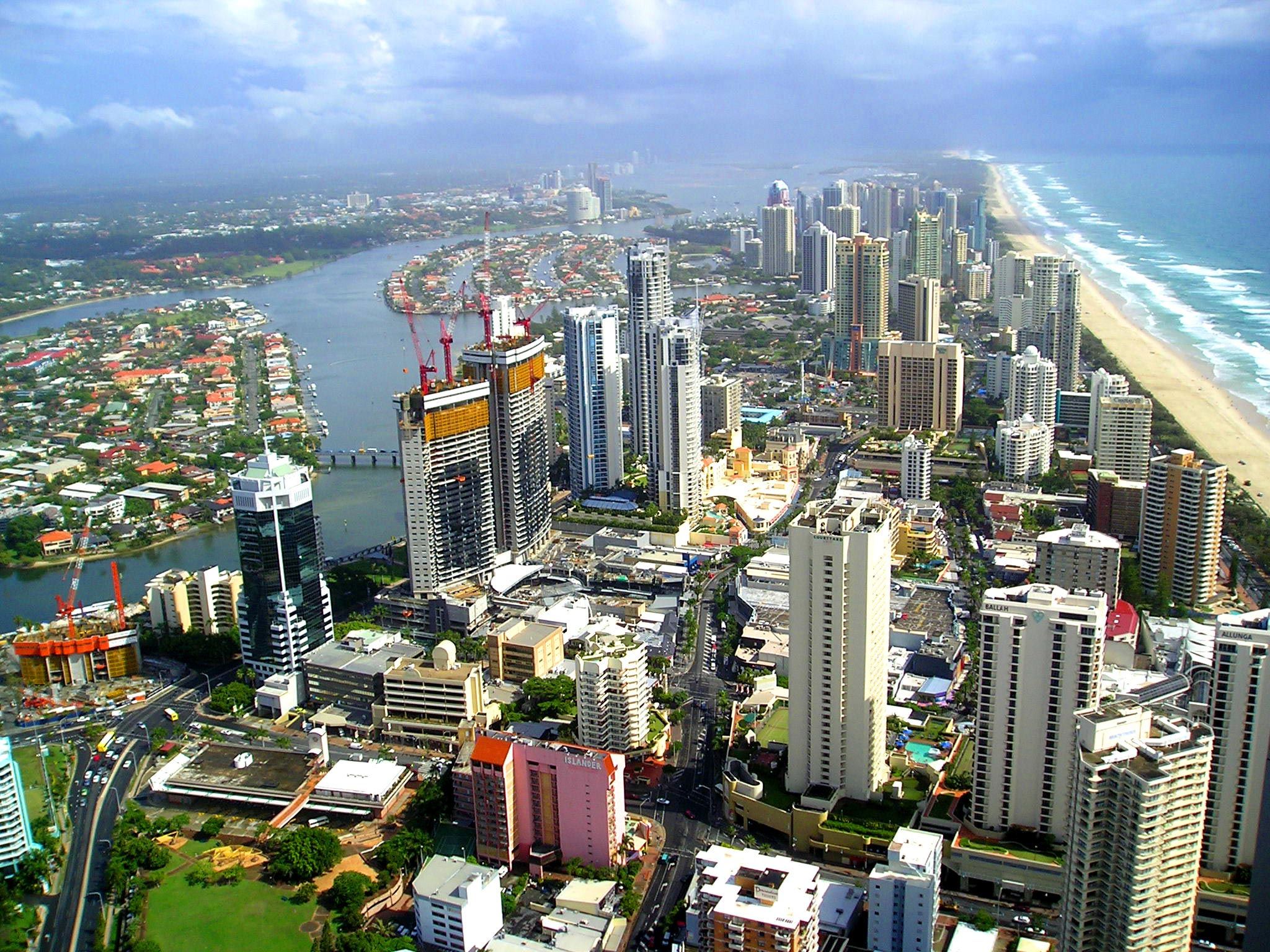
Голд-Кост с башни Q1.

На местном уровне город управляется Городским советом Голд-Коста (англ. Gold Coast City Council). 23 октября 1958 года местной администрацией был образован Совет населённого пункта Голд-Кост (англ. Gold Coast Town Council), но спустя всего шесть месяцев, 16 мая 1959 года, правительство Квинсленда предоставило поселению статус города (англ. city). В 1995 году в Городской совет Голд-Коста был включён Совет графства Альберт (англ. Albert Shire Council).
На уровне штата Квинсленд Голд-Кост представлен девятью депутатами в Законодательной ассамблее штата, на федеральном уровне — четырьмя депутатами в Палате представителей Австралии.

## Экономика
Основной сферой экономической деятельности в Голд-Косте является сфера услуг, прежде всего, туризм. Особой популярностью пользуются местные пляжи, а также высокие волны, которые привлекают сёрферов. С 1991 по 2008 год город принимал знаменитую гоночную серию IRL IndyCar на Гран-при Голд-Коста.
В городе расположено большое количество высотных зданий, в том числе, знаменитый небоскрёб Q1 Tower высотой 322,5 м.

## Города-побратимы
- Бэйхай (Китай)
- Дубай (ОАЭ)
- префектура Канагава (Япония)
- Керкира (Греция)
- Нетания (Израиль)
- Нумеа (Новая Каледония)
- Тайбэй (Тайвань)
- Тайнань (Тайвань)
- Форт-Лодердейл (США)
- округ Хорофенуа[англ.] (Новая Зеландия)